# Clearing en settlement
Clearing en settlement zijn de twee processen in de afhandeling van een transactie in effecten, derivaten of valuta. 
Clearing is het proces dat aan het eind van een handelsdag de transacties van een beursmember bij elkaar optelt en saldeert om vervolgens de nieuwe posities (dat is het saldo in een bepaald fonds) te kunnen bepalen. Partijen actief in de centrale clearing van effecten- en derivatentransacties worden centrale tegenpartijen of CCP's genoemd.
Settlement is het proces dat de uiteindelijke afhandeling (settle in het Engels) verzorgt. Dat geschiedt door het bijwerken van het girale saldo bij de betreffende centrale bewaarinstelling of custodian, waardoor bijvoorbeeld de koper van aandelen ook echt als eigenaar daarvan te boek komt te staan.
Ook bij de afhandeling van het girale betalingsverkeer tussen banken onderling wordt gesproken over clearing en settlement.
Hierop betrekking hebbende termijnen worden aangeduid in dagen met bijvoorbeeld T+2.